# Volta a Espanha de 2023
A 78.ª edição da Volta a Espanha foi uma corrida de ciclismo em estrada por etapas que  se desenvolveu entre 26 de agosto e 17 de setembro de 2023 com início na cidade de Barcelona e final na cidade de Madrid. O percurso constava de um total de 21 etapas sobre uma distância total de 3169,9 km.
A corrida faz parte do circuito UCI WorldTour de 2023 dentro da categoria 2.uwT.

## Equipas participantes
Participam na partida um total de 22 equipas, dos quais assistirão por direito próprio os 18 equipas de categoria UCI WorldTeam. As equipas participantes são:
| Equipes WorldTeam (18)- AG2R Citroën Team - Alpecin-Deceuninck - Arkéa-Samsic - Astana Qazaqstan Team - Bahrain Victorious - Bora-Hansgrohe - Team Jayco AlUla - Cofidis - Team DSM-Firmenich - EF Education-EasyPost - Groupama-FDJ - Ineos Grenadiers - Intermarché-Circus-Wanty - Jumbo-Visma - Movistar Team - Soudal Quick-Step - Lidl-Trek - UAE Team Emirates Equipes ProTeam (4)- Burgos-BH - Caja Rural-Seguros RGA - Lotto Dstny - TotalEnergies |
| |

## Etapas[2]
| Etapa | Data      | Percurso                                                | type                       | Distância (km) | Elevação (m) | Vencedor              | Líder geral     |
| ----- | --------- | ------------------------------------------------------- | -------------------------- | -------------- | ------------ | --------------------- | --------------- |
| 1     | 26 ago.   | Barcelona – Barcelona                                   | contrarrelógio por equipes | 14,8           | 66 m         | Team DSM-Firmenich    | Lorenzo Milesi  |
| 2     | 27 ago.   | Mataró – Barcelona                                      | etapa escarpada            | 181,8          | 2 619 m      | Andreas Kron          | Andrea Piccolo  |
| 3     | 28 ago.   | Súria – Arinsal                                         | alta montanha              | 158,5          | 3 486 m      | Remco Evenepoel       | Remco Evenepoel |
| 4     | 29 ago.   | Andorra-a-Velha – Tarragona                             | etapa escarpada            | 183,6          | 1 798 m      | Kaden Groves          | Remco Evenepoel |
| 5     | 30 ago.   | Morella – Burriana                                      | etapa escarpada            | 186,2          | 2 384 m      | Kaden Groves          | Remco Evenepoel |
| 6     | 31 ago.   | la Vall d'Uixó – Observatório Astrofísico de Javalambre | alta montanha              | 183,1          | 3 976 m      | Sepp Kuss             | Lenny Martinez  |
| 7     | 1 set.    | Utiel – Oliva                                           | etapa plana                | 200,8          | 987 m        | Geoffrey Soupe        | Lenny Martinez  |
| 8     | 2 set.    | Dénia – Xorret del Catí                                 | alta montanha              | 165            | 3 611 m      | Primož Roglič         | Sepp Kuss       |
| 9     | 3 set.    | Cartagena – Caravaca de la Cruz                         | alta montanha              | 184,5          | 2 972 m      | Lennard Kämna         | Sepp Kuss       |
|       | 4 de set  | Dia de descanso                                         | Día de descanso            |                |              |                       |                 |
| 10    | 5 set.    | Valladolid – Valladolid                                 | contrarrelógio individual  | 25,8           | 112 m        | Filippo Ganna         | Sepp Kuss       |
| 11    | 6 set.    | Lerma – Lagoa Negra de Urbión                           | média montanha             | 163,2          | 2 215 m      | Jesús Herrada         | Sepp Kuss       |
| 12    | 7 set.    | Ólvega – Saragoça                                       | etapa plana                | 150,6          | 888 m        | Juan Sebastián Molano | Sepp Kuss       |
| 13    | 8 set.    | Aramón Formigal – Passo do Tourmalet                    | alta montanha              | 134,7          | 4 282 m      | Jonas Vingegaard      | Sepp Kuss       |
| 14    | 9 set.    | Sauveterre-de-Béarn – Larra-Belagua                     | alta montanha              | 156,2          | 4 655 m      | Remco Evenepoel       | Sepp Kuss       |
| 15    | 10 set.   | Pamplona – Lecumberri                                   | média montanha             | 158,3          | 2 331 m      | Rui Costa             | Sepp Kuss       |
|       | 11 de set | Dia de descanso                                         | Día de descanso            |                |              |                       |                 |
| 16    | 12 set.   | Liencres – Bejes                                        | média montanha             | 120,1          | 2 089 m      | Jonas Vingegaard      | Sepp Kuss       |
| 17    | 13 set.   | Ribadesella – Alto de El Angliru                        | alta montanha              | 124,4          | 3 303 m      | Primož Roglič         | Sepp Kuss       |
| 18    | 14 set.   | Pola de Allande – Cruz de Llinares                      | alta montanha              | 178,9          | 4 624 m      | Remco Evenepoel       | Sepp Kuss       |
| 19    | 15 set.   | La Bañeza – Íscar                                       | etapa plana                | 177,1          | 935 m        | Alberto Dainese       | Sepp Kuss       |
| 20    | 16 set.   | Manzanares el Real – Guadarrama                         | média montanha             | 207,8          | 4 330 m      | Wout Poels            | Sepp Kuss       |
| 21    | 17 set.   | Hipódromo de Zarzuela – Madri                           | etapa plana                | 101,1          | 854 m        | Kaden Groves          | Sepp Kuss       |

## Classificações finais
As classificações finalizaram da seguinte forma:

### Classificação geral (Camisola Vermelha)
| \| Classificação geral \| Classificação geral \| Classificação geral \| Classificação geral \| Classificação geral \| \| Ciclista \| Ciclista \| Equipe \| Tempo \| \| \| ------------------- \| ------------------- \| ------------------- \| ------------------- \| ------------------- \| \| 1. \| Sepp Kuss \| Jumbo-Visma \| 76h48m21s \| \| \| 2. \| Jonas Vingegaard \| Jumbo-Visma \| + 17s \| \| \| 3. \| Primož Roglič \| Jumbo-Visma \| + 1m08s \| \| \| 4. \| Juan Ayuso \| UAE Team Emirates \| + 3m18s \| \| \| 5. \| Mikel Landa \| Bahrain Victorious \| + 3m37s \| \| \| 6. \| Enric Mas \| Movistar Team \| + 4m14s \| \| \| 7. \| Aleksandr Vlasov \| Bora-Hansgrohe \| + 7m53s \| \| \| 8. \| Cian Uijtdebroeks \| Bora-Hansgrohe \| + 8m00s \| \| \| 9. \| João Almeida \| UAE Team Emirates \| + 10m08s \| \| \| 10. \| Santiago Buitrago \| Bahrain Victorious \| + 11m38s \| \| \| 11. \| Steff Cras \| TotalEnergies \| + 14m04s \| \| \| 12. \| Remco Evenepoel \| Soudal Quick-Step \| + 16m44s \| \| \| 13. \| Cristián Rodríguez \| Arkéa-Samsic \| + 22m13s \| \| \| 14. \| Marc Soler \| UAE Team Emirates \| + 25m21s \| \| \| 15. \| Wout Poels \| Bahrain Victorious \| + 31m00s \| \| \| 16. \| Einer Rubio \| Movistar Team \| + 34m49s \| \| \| 17. \| Juan Pedro López \| Lidl-Trek \| + 35m47s \| \| \| 18. \| Antonio Tiberi \| Bahrain Victorious \| + 50m13s \| \| \| 19. \| Damiano Caruso \| Bahrain Victorious \| + 53m47s \| \| \| 20. \| Emanuel Buchmann \| Bora-Hansgrohe \| + 59m02s \| \| |                    |                    |           |
| |                    |                    |           |
| Fonte: ProCyclingStats |                    |                    |           |
| Classificação geral |                    |                    |           |
| Ciclista | Ciclista           | Equipe             | Tempo     |
| 1. | Sepp Kuss          | Jumbo-Visma        | 76h48m21s |
| 2. | Jonas Vingegaard   | Jumbo-Visma        | + 17s     |
| 3. | Primož Roglič      | Jumbo-Visma        | + 1m08s   |
| 4. | Juan Ayuso         | UAE Team Emirates  | + 3m18s   |
| 5. | Mikel Landa        | Bahrain Victorious | + 3m37s   |
| 6. | Enric Mas          | Movistar Team      | + 4m14s   |
| 7. | Aleksandr Vlasov   | Bora-Hansgrohe     | + 7m53s   |
| 8. | Cian Uijtdebroeks  | Bora-Hansgrohe     | + 8m00s   |
| 9. | João Almeida       | UAE Team Emirates  | + 10m08s  |
| 10. | Santiago Buitrago  | Bahrain Victorious | + 11m38s  |
| 11. | Steff Cras         | TotalEnergies      | + 14m04s  |
| 12. | Remco Evenepoel    | Soudal Quick-Step  | + 16m44s  |
| 13. | Cristián Rodríguez | Arkéa-Samsic       | + 22m13s  |
| 14. | Marc Soler         | UAE Team Emirates  | + 25m21s  |
| 15. | Wout Poels         | Bahrain Victorious | + 31m00s  |
| 16. | Einer Rubio        | Movistar Team      | + 34m49s  |
| 17. | Juan Pedro López   | Lidl-Trek          | + 35m47s  |
| 18. | Antonio Tiberi     | Bahrain Victorious | + 50m13s  |
| 19. | Damiano Caruso     | Bahrain Victorious | + 53m47s  |
| 20. | Emanuel Buchmann   | Bora-Hansgrohe     | + 59m02s  |

### Classificação por pontos
| Classificação por pontos | Classificação por pontos | Classificação por pontos | Classificação por pontos | Classificação por pontos |
| Ciclista                 | Ciclista                 | Equipe                   | Pontos                   |                          |
| ------------------------ | ------------------------ | ------------------------ | ------------------------ | ------------------------ |
| 1.                       | Kaden Groves             | Alpecin-Deceuninck       | 315 pts                  |                          |
| 2.                       | Remco Evenepoel          | Soudal Quick-Step        | 236 pts                  |                          |
| 3.                       | Andreas Kron             | Lotto Dstny              | 167 pts                  |                          |
| 4.                       | Marc Soler               | UAE Team Emirates        | 133 pts                  |                          |
| 5.                       | Jonas Vingegaard         | Jumbo-Visma              | 123 pts                  |                          |
| 6.                       | Filippo Ganna            | Ineos Grenadiers         | 119 pts                  |                          |
| 7.                       | Primož Roglič            | Jumbo-Visma              | 117 pts                  |                          |
| 8.                       | Marijn van den Berg      | EF Education-EasyPost    | 117 pts                  |                          |
| 9.                       | Sepp Kuss                | Jumbo-Visma              | 112 pts                  |                          |
| 10.                      | Juan Ayuso               | UAE Team Emirates        | 105 pts                  |                          |

### Classificação da montanha
| Classificação da montanha | Classificação da montanha | Classificação da montanha | Classificação da montanha | Classificação da montanha |
| Ciclista                  | Ciclista                  | Equipe                    | Pontos                    |                           |
| ------------------------- | ------------------------- | ------------------------- | ------------------------- | ------------------------- |
| 1.                        | Remco Evenepoel           | Soudal Quick-Step         | 135 pts                   |                           |
| 2.                        | Jonas Vingegaard          | Jumbo-Visma               | 51 pts                    |                           |
| 3.                        | Michael Storer            | Groupama-FDJ              | 39 pts                    |                           |
| 4.                        | Romain Bardet             | Team DSM-Firmenich        | 35 pts                    |                           |
| 5.                        | Primož Roglič             | Jumbo-Visma               | 33 pts                    |                           |
| 6.                        | Sepp Kuss                 | Jumbo-Visma               | 33 pts                    |                           |
| 7.                        | Damiano Caruso            | Bahrain Victorious        | 30 pts                    |                           |
| 8.                        | Andreas Kron              | Lotto Dstny               | 28 pts                    |                           |
| 9.                        | Eduardo Sepúlveda         | Lotto Dstny               | 23 pts                    |                           |
| 10.                       | Jesús Herrada             | Cofidis                   | 22 pts                    |                           |

### Classificação dos jovens
| Classificação dos jovens | Classificação dos jovens | Classificação dos jovens | Classificação dos jovens | Classificação dos jovens |
| Ciclista                 | Ciclista                 | Equipe                   | Tempo                    |                          |
| ------------------------ | ------------------------ | ------------------------ | ------------------------ | ------------------------ |
| 1.                       | Juan Ayuso               | UAE Team Emirates        | 76h51m46s                |                          |
| 2.                       | Cian Uijtdebroeks        | Bora-Hansgrohe           | + 4m48s                  |                          |
| 3.                       | João Almeida             | UAE Team Emirates        | + 6m43s                  |                          |
| 4.                       | Santiago Buitrago        | Bahrain Victorious       | + 8m26s                  |                          |
| 5.                       | Remco Evenepoel          | Soudal Quick-Step        | + 13m19s                 |                          |
| 6.                       | Einer Rubio              | Movistar Team            | + 31m34s                 |                          |
| 7.                       | Antonio Tiberi           | Bahrain Victorious       | + 46m48s                 |                          |
| 8.                       | Attila Valter            | Jumbo-Visma              | + 1h02m17s               |                          |
| 9.                       | Lenny Martinez           | Groupama-FDJ             | + 1h18m16s               |                          |
| 10.                      | Lennert Van Eetvelt      | Lotto Dstny              | + 1h45m27s               |                          |

### Classificação por equipas
| Classificação por equipes | Classificação por equipes | Classificação por equipes | Classificação por equipes |
| Equipe                    | Equipe                    | Tempo                     |                           |
| ------------------------- | ------------------------- | ------------------------- | ------------------------- |
| 1.                        | Jumbo-Visma               | 229h42m26s                |                           |
| 2.                        | Bahrain Victorious        | + 21m09s                  |                           |
| 3.                        | Bora-Hansgrohe            | + 33m07s                  |                           |
| 4.                        | UAE Team Emirates         | + 33m53s                  |                           |
| 5.                        | Movistar Team             | + 2h17m33s                |                           |
| 6.                        | Soudal Quick-Step         | + 3h18m40s                |                           |
| 7.                        | TotalEnergies             | + 3h25m29s                |                           |
| 8.                        | Groupama-FDJ              | + 3h42m37s                |                           |
| 9.                        | Lidl-Trek                 | + 4h00m42s                |                           |
| 10.                       | Arkéa-Samsic              | + 4h23m49s                |                           |

## Evolução das classificações
| Etapa |                            | Vencedor _            | Classificação geral | Prêmio por pontos | Prêmio de montanha | Juventude       | Disputa                  | Equipes               |
| ----- | -------------------------- | --------------------- | ------------------- | ----------------- | ------------------ | --------------- | ------------------------ | --------------------- |
| 1     | contrarrelógio por equipes | Team DSM-Firmenich    | Lorenzo Milesi      | não atribuído     | não atribuído      | Lorenzo Milesi  | não atribuído            | Team DSM-Firmenich    |
| 2     | etapa escarpada            | Andreas Kron          | Andrea Piccolo      | Andreas Kron      | Matteo Sobrero     | Andrea Piccolo  | Javier Romo              | EF Education-EasyPost |
| 3     | alta montanha              | Remco Evenepoel       | Remco Evenepoel     | Andrea Vendrame   | Remco Evenepoel    | Remco Evenepoel | Damiano Caruso           | Jumbo-Visma           |
| 4     | etapa escarpada            | Kaden Groves          | Remco Evenepoel     | Kaden Groves      | Eduardo Sepúlveda  | Remco Evenepoel | Ander Okamika            | Jumbo-Visma           |
| 5     | etapa escarpada            | Kaden Groves          | Remco Evenepoel     | Kaden Groves      | Eduardo Sepúlveda  | Remco Evenepoel | Eric Fagúndez            | Jumbo-Visma           |
| 6     | alta montanha              | Sepp Kuss             | Lenny Martinez      | Kaden Groves      | Eduardo Sepúlveda  | Lenny Martinez  | Mikel Landa              | Bahrain Victorious    |
| 7     | etapa plana                | Geoffrey Soupe        | Lenny Martinez      | Kaden Groves      | Eduardo Sepúlveda  | Lenny Martinez  | Ander Okamika            | Bahrain Victorious    |
| 8     | alta montanha              | Primož Roglič         | Sepp Kuss           | Kaden Groves      | Eduardo Sepúlveda  | Lenny Martinez  | Oier Lazkano             | Jumbo-Visma           |
| 9     | alta montanha              | Lennard Kämna         | Sepp Kuss           | Kaden Groves      | Eduardo Sepúlveda  | Lenny Martinez  | Jon Barrenetxea          | Jumbo-Visma           |
| 10    | contrarrelógio individual  | Filippo Ganna         | Sepp Kuss           | Kaden Groves      | Eduardo Sepúlveda  | Remco Evenepoel | não atribuído            | Jumbo-Visma           |
| 11    | média montanha             | Jesús Herrada         | Sepp Kuss           | Kaden Groves      | Jesús Herrada      | Remco Evenepoel | José Manuel Díaz Gallego | Jumbo-Visma           |
| 12    | etapa plana                | Juan Sebastián Molano | Sepp Kuss           | Kaden Groves      | Jesús Herrada      | Remco Evenepoel | Jetse Bol                | Jumbo-Visma           |
| 13    | alta montanha              | Jonas Vingegaard      | Sepp Kuss           | Kaden Groves      | Jonas Vingegaard   | Juan Ayuso      | Michael Storer           | Jumbo-Visma           |
| 14    | alta montanha              | Remco Evenepoel       | Sepp Kuss           | Kaden Groves      | Remco Evenepoel    | Juan Ayuso      | Remco Evenepoel          | Jumbo-Visma           |
| 15    | média montanha             | Rui Costa             | Sepp Kuss           | Kaden Groves      | Remco Evenepoel    | Juan Ayuso      | Remco Evenepoel          | Jumbo-Visma           |
| 16    | média montanha             | Jonas Vingegaard      | Sepp Kuss           | Kaden Groves      | Remco Evenepoel    | Juan Ayuso      | Joel Nicolau             | Jumbo-Visma           |
| 17    | alta montanha              | Primož Roglič         | Sepp Kuss           | Kaden Groves      | Remco Evenepoel    | Juan Ayuso      | Remco Evenepoel          | Jumbo-Visma           |
| 18    | alta montanha              | Remco Evenepoel       | Sepp Kuss           | Kaden Groves      | Remco Evenepoel    | Juan Ayuso      | Remco Evenepoel          | Jumbo-Visma           |
| 19    | etapa plana                | Alberto Dainese       | Sepp Kuss           | Kaden Groves      | Remco Evenepoel    | Juan Ayuso      | Michal Schlegel          | Jumbo-Visma           |
| 20    | média montanha             | Wout Poels            | Sepp Kuss           | Kaden Groves      | Remco Evenepoel    | Juan Ayuso      | Pelayo Sánchez           | Jumbo-Visma           |
| 21    | etapa plana                | Kaden Groves          | Sepp Kuss           | Kaden Groves      | Remco Evenepoel    | Juan Ayuso      | Remco Evenepoel          | Jumbo-Visma           |
| Final | Final                      |                       | Sepp Kuss           | Kaden Groves      | Remco Evenepoel    | Juan Ayuso      | Remco Evenepoel          | Jumbo-Visma           |

## Ciclistas participantes e posições finais
| Soudal Quick-Step SOQ | Soudal Quick-Step SOQ                 | Soudal Quick-Step SOQ |
| --------------------- | ------------------------------------- | --------------------- |
| Num                   | Ciclista                              | Pos                   |
| 1                     | Remco Evenepoel (BEL) (estrada e CRI) | 12.                   |
| 2                     | Andrea Bagioli (ITA)                  | DNF-6                 |
| 3                     | Mattia Cattaneo (ITA)                 | 34.                   |
| 4                     | Jan Hirt (CZE)                        | 59.                   |
| 5                     | James Knox (GBR)                      | 65.                   |
| 6                     | Casper Pedersen (DEN)                 | 140.                  |
| 7                     | Pieter Serry (BEL)                    | 96.                   |
| 8                     | Louis Vervaeke (BEL)                  | 33.                   |

| UAE Team Emirates UAD | UAE Team Emirates UAD       | UAE Team Emirates UAD |
| --------------------- | --------------------------- | --------------------- |
| Num                   | Ciclista                    | Pos                   |
| 11                    | Juan Ayuso (ESP)            | 4.                    |
| 12                    | João Almeida (POR) (CRI)    | 9.                    |
| 13                    | Rui Oliveira (POR)          | 148.                  |
| 14                    | Finn Fisher-Black (NZL)     | 40.                   |
| 15                    | Juan Sebastián Molano (COL) | 147.                  |
| 16                    | Domen Novak (SLO)           | 138.                  |
| 17                    | Marc Soler (ESP)            | 14.                   |
| 18                    | Jay Vine (AUS) (CRI)        | DNF-6                 |

| Jumbo-Visma TJV | Jumbo-Visma TJV                     | Jumbo-Visma TJV |
| --------------- | ----------------------------------- | --------------- |
| Num             | Ciclista                            | Pos             |
| 21              | Primož Roglič (SLO)                 | 3.              |
| 22              | Robert Gesink (NED)                 | 52.             |
| 23              | Wilco Kelderman (NED)               | 25.             |
| 24              | Sepp Kuss (USA)                     | 1.              |
| 25              | Jan Tratnik (SLO)                   | 38.             |
| 26              | Attila Valter (HUN) (estrada e CRI) | 22.             |
| 27              | Dylan van Baarle (NED) (estrada)    | 88.             |
| 28              | Jonas Vingegaard (DEN)              | 2.              |

| Ineos Grenadiers IGD | Ineos Grenadiers IGD       | Ineos Grenadiers IGD |
| -------------------- | -------------------------- | -------------------- |
| Num                  | Ciclista                   | Pos                  |
| 31                   | Geraint Thomas (GBR)       | 31.                  |
| 32                   | Thymen Arensman (NED)      | DNF-7                |
| 33                   | Egan Bernal (COL)          | 55.                  |
| 34                   | Jonathan Castroviejo (ESP) | 60.                  |
| 35                   | Laurens De Plus (BEL)      | DNF-1                |
| 36                   | Filippo Ganna (ITA) (CRI)  | 104.                 |
| 37                   | Omar Fraile (ESP)          | 115.                 |
| 38                   | Kim Heiduk (GER)           | 139.                 |

| Bahrain Victorious TBV | Bahrain Victorious TBV  | Bahrain Victorious TBV |
| ---------------------- | ----------------------- | ---------------------- |
| Num                    | Ciclista                | Pos                    |
| 41                     | Santiago Buitrago (COL) | 10.                    |
| 42                     | Damiano Caruso (ITA)    | 19.                    |
| 43                     | Matevž Govekar (SLO)    | 133.                   |
| 44                     | Kamil Gradek (POL)      | 130.                   |
| 45                     | Mikel Landa (ESP)       | 5.                     |
| 46                     | Wout Poels (NED)        | 15.                    |
| 47                     | Jasha Sütterlin (GER)   | 71.                    |
| 48                     | Antonio Tiberi (ITA)    | 18.                    |

| Lidl-Trek LTK | Lidl-Trek LTK                | Lidl-Trek LTK |
| ------------- | ---------------------------- | ------------- |
| Num           | Ciclista                     | Pos           |
| 51            | Juan Pedro López (ESP)       | 17.           |
| 52            | Julien Bernard (FRA)         | 68.           |
| 53            | Kenny Elissonde (FRA)        | 50.           |
| 54            | Amanuel Gebrezgabihier (ERI) | 82.           |
| 55            | Bauke Mollema (NED)          | 79.           |
| 56            | Jacopo Mosca (ITA)           | 92.           |
| 57            | Edward Theuns (BEL)          | 128.          |
| 58            | Otto Vergaerde (BEL)         | 113.          |

| Groupama-FDJ GFC | Groupama-FDJ GFC      | Groupama-FDJ GFC |
| ---------------- | --------------------- | ---------------- |
| Num              | Ciclista              | Pos              |
| 61               | Rudy Molard (FRA)     | 29.              |
| 62               | Lenny Martinez (FRA)  | 24.              |
| 63               | Lewis Askey (GBR)     | 105.             |
| 64               | Clément Davy (FRA)    | 135.             |
| 65               | Lorenzo Germani (ITA) | 85.              |
| 66               | Romain Grégoire (FRA) | 42.              |
| 67               | Michael Storer (AUS)  | 45.              |
| 68               | Samuel Watson (GBR)   | 123.             |

| Bora-Hansgrohe BOH | Bora-Hansgrohe BOH               | Bora-Hansgrohe BOH |
| ------------------ | -------------------------------- | ------------------ |
| Num                | Ciclista                         | Pos                |
| 71                 | Aleksandr Vlasov                 | 7.                 |
| 72                 | Nico Denz (GER)                  | 97.                |
| 73                 | Emanuel Buchmann (GER) (estrada) | 20.                |
| 74                 | Sergio Higuita (COL)             | 43.                |
| 75                 | Lennard Kämna (GER)              | 30.                |
| 76                 | Jonas Koch (GER)                 | 93.                |
| 77                 | Cian Uijtdebroeks (BEL)          | 8.                 |
| 78                 | Ben Zwiehoff (GER)               | 35.                |

| Alpecin-Deceuninck ADC | Alpecin-Deceuninck ADC    | Alpecin-Deceuninck ADC |
| ---------------------- | ------------------------- | ---------------------- |
| Num                    | Ciclista                  | Pos                    |
| 81                     | Kaden Groves (AUS)        | 122.                   |
| 82                     | Maurice Ballerstedt (GER) | 143.                   |
| 83                     | Tobias Bayer (AUT)        | 141.                   |
| 84                     | Samuel Gaze (NZL)         | DNF-8                  |
| 85                     | Robbe Ghys (BEL)          | NP-13                  |
| 86                     | Jimmy Janssens (BEL)      | 112.                   |
| 87                     | Jason Osborne (GER)       | 131.                   |
| 88                     | Edward Planckaert (BEL)   | 136.                   |

| Lotto Dstny LTD | Lotto Dstny LTD           | Lotto Dstny LTD |
| --------------- | ------------------------- | --------------- |
| Num             | Ciclista                  | Pos             |
| 91              | Thomas De Gendt (BEL)     | 99.             |
| 92              | Jarrad Drizners (AUS)     | 145.            |
| 93              | Sébastien Grignard (BEL)  | 118.            |
| 94              | Andreas Kron (DEN)        | 67.             |
| 95              | Milan Menten (BEL)        | 142.            |
| 96              | Sylvain Moniquet (BEL)    | 94.             |
| 97              | Eduardo Sepúlveda (ARG)   | 102.            |
| 98              | Lennert Van Eetvelt (BEL) | 32.             |

| EF Education-EasyPost EFE | EF Education-EasyPost EFE    | EF Education-EasyPost EFE |
| ------------------------- | ---------------------------- | ------------------------- |
| Num                       | Ciclista                     | Pos                       |
| 101                       | Hugh Carthy (GBR)            | 23.                       |
| 102                       | Stefan Bissegger (SUI) (CRI) | 117.                      |
| 103                       | Jonathan Caicedo (ECU) (CRI) | 47.                       |
| 104                       | Diego Camargo (COL)          | 84.                       |
| 105                       | Andrea Piccolo (ITA)         | 69.                       |
| 106                       | Sean Quinn (USA)             | 80.                       |
| 107                       | Marijn van den Berg (NED)    | 126.                      |
| 108                       | Julius van den Berg (NED)    | 120.                      |

| AG2R Citroën Team ACT | AG2R Citroën Team ACT   | AG2R Citroën Team ACT |
| --------------------- | ----------------------- | --------------------- |
| Num                   | Ciclista                | Pos                   |
| 111                   | Mikaël Cherel (FRA)     | 56.                   |
| 112                   | Geoffrey Bouchard (FRA) | DNF-17                |
| 113                   | Dorian Godon (FRA)      | 51.                   |
| 114                   | Paul Lapeira (FRA)      | 109.                  |
| 115                   | Damien Touzé (FRA)      | NP-19                 |
| 116                   | Andrea Vendrame (ITA)   | 95.                   |
| 117                   | Larry Warbasse (USA)    | 44.                   |
| 118                   | Nicolas Prodhomme (FRA) | 27.                   |

| Team Jayco AlUla JAY | Team Jayco AlUla JAY   | Team Jayco AlUla JAY |
| -------------------- | ---------------------- | -------------------- |
| Num                  | Ciclista               | Pos                  |
| 121                  | Edward Dunbar (IRL)    | DNF-5                |
| 122                  | Felix Engelhardt (GER) | 70.                  |
| 123                  | Welay Berehe (ETH)     | NP-16                |
| 124                  | Michael Hepburn (AUS)  | DNF-6                |
| 125                  | Jan Maas (NED)         | 137.                 |
| 126                  | Callum Scotson (AUS)   | DNF-13               |
| 127                  | Matteo Sobrero (ITA)   | 86.                  |
| 128                  | Filippo Zana (ITA)     | DNF-5                |

| Intermarché-Circus-Wanty ICW | Intermarché-Circus-Wanty ICW | Intermarché-Circus-Wanty ICW |
| ---------------------------- | ---------------------------- | ---------------------------- |
| Num                          | Ciclista                     | Pos                          |
| 131                          | Rui Costa (POR)              | 41.                          |
| 132                          | Kobe Goossens (BEL)          | NP-5                         |
| 133                          | Rune Herregodts (BEL)        | DNF-16                       |
| 134                          | Julius Johansen (DEN)        | 98.                          |
| 135                          | Hugo Page (FRA)              | 127.                         |
| 136                          | Rein Taaramäe (EST)          | DNF-14                       |
| 137                          | Simone Petilli (ITA)         | 58.                          |
| 138                          | Boy van Poppel (NED)         | 124.                         |

| Movistar Team MOV | Movistar Team MOV            | Movistar Team MOV |
| ----------------- | ---------------------------- | ----------------- |
| Num               | Ciclista                     | Pos               |
| 141               | Enric Mas (ESP)              | 6.                |
| 142               | Jorge Arcas (ESP)            | 87.               |
| 143               | Ruben Guerreiro (POR)        | NP-5              |
| 144               | Imanol Erviti (ESP)          | 78.               |
| 145               | Iván García Cortina (ESP)    | 72.               |
| 146               | Oier Lazkano (ESP) (estrada) | 81.               |
| 147               | Nelson Oliveira (POR)        | 53.               |
| 148               | Einer Rubio (COL)            | 16.               |

| Cofidis COF | Cofidis COF           | Cofidis COF |
| ----------- | --------------------- | ----------- |
| Num         | Ciclista              | Pos         |
| 151         | Jesús Herrada (ESP)   | 83.         |
| 152         | Davide Cimolai (ITA)  | 146.        |
| 153         | François Bidard (FRA) | 125.        |
| 154         | André Carvalho (POR)  | 134.        |
| 155         | Bryan Coquard (FRA)   | NP-5        |
| 156         | Rubén Fernández (ESP) | 54.         |
| 157         | José Herrada (ESP)    | 132.        |
| 158         | Rémy Rochas (FRA)     | 28.         |

| Team DSM-Firmenich DSM | Team DSM-Firmenich DSM | Team DSM-Firmenich DSM |
| ---------------------- | ---------------------- | ---------------------- |
| Num                    | Ciclista               | Pos                    |
| 161                    | Romain Bardet (FRA)    | 21.                    |
| 162                    | Romain Combaud (FRA)   | 119.                   |
| 163                    | Alberto Dainese (ITA)  | 144.                   |
| 164                    | Sean Flynn (GBR)       | 116.                   |
| 165                    | Chris Hamilton (AUS)   | 63.                    |
| 166                    | Lorenzo Milesi (ITA)   | DNF-6                  |
| 167                    | Oscar Onley (GBR)      | DNF-2                  |
| 168                    | Max Poole (GBR)        | 49.                    |

| Arkéa-Samsic ARK | Arkéa-Samsic ARK         | Arkéa-Samsic ARK |
| ---------------- | ------------------------ | ---------------- |
| Num              | Ciclista                 | Pos              |
| 171              | Kévin Vauquelin (FRA)    | DNF-15           |
| 172              | Élie Gesbert (FRA)       | 73.              |
| 173              | Hugo Hofstetter (FRA)    | 111.             |
| 174              | Mathis Le Berre (FRA)    | 90.              |
| 175              | Kévin Ledanois (FRA)     | 103.             |
| 176              | Łukasz Owsian (POL)      | 75.              |
| 177              | Michel Ries (LUX)        | 66.              |
| 178              | Cristián Rodríguez (ESP) | 13.              |

| TotalEnergies TEN | TotalEnergies TEN      | TotalEnergies TEN |
| ----------------- | ---------------------- | ----------------- |
| Num               | Ciclista               | Pos               |
| 181               | Steff Cras (BEL)       | 11.               |
| 182               | Thomas Bonnet (FRA)    | DNF-16            |
| 183               | Fabien Doubey (FRA)    | 36.               |
| 184               | Alan Jousseaume (FRA)  | NP-13             |
| 185               | Pierre Latour (FRA)    | DNF-8             |
| 186               | Paul Ourselin (FRA)    | 26.               |
| 187               | Geoffrey Soupe (FRA)   | 101.              |
| 188               | Dries Van Gestel (BEL) | 107.              |

| Astana Qazaqstan Team AST | Astana Qazaqstan Team AST | Astana Qazaqstan Team AST |
| ------------------------- | ------------------------- | ------------------------- |
| Num                       | Ciclista                  | Pos                       |
| 191                       | Samuele Battistella (ITA) | 121.                      |
| 192                       | David de la Cruz (ESP)    | NP-16                     |
| 193                       | Luis León Sánchez (ESP)   | 61.                       |
| 194                       | Javier Romo (ESP)         | NP-10                     |
| 195                       | Joe Dombrowski (USA)      | 57.                       |
| 196                       | Vadim Pronskiy (KAZ)      | 91.                       |
| 197                       | Fabio Felline (ITA)       | 76.                       |
| 198                       | Andrey Zeits (KAZ)        | 46.                       |

| Burgos-BH BBH | Burgos-BH BBH                  | Burgos-BH BBH |
| ------------- | ------------------------------ | ------------- |
| Num           | Ciclista                       | Pos           |
| 201           | José Manuel Díaz Gallego (ESP) | 64.           |
| 202           | Cyril Barthe (FRA)             | 108.          |
| 203           | Jetse Bol (NED)                | 110.          |
| 204           | Jesús Ezquerra (ESP)           | 89.           |
| 205           | Eric Fagúndez (URU) (CRI)      | 129.          |
| 206           | Daniel Navarro (ESP)           | 39.           |
| 207           | Ander Okamika (ESP)            | 62.           |
| 208           | Pelayo Sánchez (ESP)           | 37.           |

| Caja Rural-Seguros RGA CJR | Caja Rural-Seguros RGA CJR         | Caja Rural-Seguros RGA CJR |
| -------------------------- | ---------------------------------- | -------------------------- |
| Num                        | Ciclista                           | Pos                        |
| 211                        | Orluis Aular (VEN) (estrada e CRI) | NP-13                      |
| 212                        | Abel Balderstone (ESP)             | 77.                        |
| 213                        | Fernando Barceló (ESP)             | 48.                        |
| 214                        | Jon Barrenetxea (ESP)              | 74.                        |
| 215                        | Jefferson Cepeda (ECU)             | NP-10                      |
| 216                        | David González López (ESP)         | 106.                       |
| 217                        | Joel Nicolau (ESP)                 | 100.                       |
| 218                        | Michal Schlegel (CZE)              | 114.                       |

| Soudal Quick-Step SOQ | Soudal Quick-Step SOQ                 | Soudal Quick-Step SOQ |
| --------------------- | ------------------------------------- | --------------------- |
| Num                   | Ciclista                              | Pos                   |
| 1                     | Remco Evenepoel (BEL) (estrada e CRI) | 12.                   |
| 2                     | Andrea Bagioli (ITA)                  | DNF-6                 |
| 3                     | Mattia Cattaneo (ITA)                 | 34.                   |
| 4                     | Jan Hirt (CZE)                        | 59.                   |
| 5                     | James Knox (GBR)                      | 65.                   |
| 6                     | Casper Pedersen (DEN)                 | 140.                  |
| 7                     | Pieter Serry (BEL)                    | 96.                   |
| 8                     | Louis Vervaeke (BEL)                  | 33.                   |

| UAE Team Emirates UAD | UAE Team Emirates UAD       | UAE Team Emirates UAD |
| --------------------- | --------------------------- | --------------------- |
| Num                   | Ciclista                    | Pos                   |
| 11                    | Juan Ayuso (ESP)            | 4.                    |
| 12                    | João Almeida (POR) (CRI)    | 9.                    |
| 13                    | Rui Oliveira (POR)          | 148.                  |
| 14                    | Finn Fisher-Black (NZL)     | 40.                   |
| 15                    | Juan Sebastián Molano (COL) | 147.                  |
| 16                    | Domen Novak (SLO)           | 138.                  |
| 17                    | Marc Soler (ESP)            | 14.                   |
| 18                    | Jay Vine (AUS) (CRI)        | DNF-6                 |

| Jumbo-Visma TJV | Jumbo-Visma TJV                     | Jumbo-Visma TJV |
| --------------- | ----------------------------------- | --------------- |
| Num             | Ciclista                            | Pos             |
| 21              | Primož Roglič (SLO)                 | 3.              |
| 22              | Robert Gesink (NED)                 | 52.             |
| 23              | Wilco Kelderman (NED)               | 25.             |
| 24              | Sepp Kuss (USA)                     | 1.              |
| 25              | Jan Tratnik (SLO)                   | 38.             |
| 26              | Attila Valter (HUN) (estrada e CRI) | 22.             |
| 27              | Dylan van Baarle (NED) (estrada)    | 88.             |
| 28              | Jonas Vingegaard (DEN)              | 2.              |

| Ineos Grenadiers IGD | Ineos Grenadiers IGD       | Ineos Grenadiers IGD |
| -------------------- | -------------------------- | -------------------- |
| Num                  | Ciclista                   | Pos                  |
| 31                   | Geraint Thomas (GBR)       | 31.                  |
| 32                   | Thymen Arensman (NED)      | DNF-7                |
| 33                   | Egan Bernal (COL)          | 55.                  |
| 34                   | Jonathan Castroviejo (ESP) | 60.                  |
| 35                   | Laurens De Plus (BEL)      | DNF-1                |
| 36                   | Filippo Ganna (ITA) (CRI)  | 104.                 |
| 37                   | Omar Fraile (ESP)          | 115.                 |
| 38                   | Kim Heiduk (GER)           | 139.                 |

| Bahrain Victorious TBV | Bahrain Victorious TBV  | Bahrain Victorious TBV |
| ---------------------- | ----------------------- | ---------------------- |
| Num                    | Ciclista                | Pos                    |
| 41                     | Santiago Buitrago (COL) | 10.                    |
| 42                     | Damiano Caruso (ITA)    | 19.                    |
| 43                     | Matevž Govekar (SLO)    | 133.                   |
| 44                     | Kamil Gradek (POL)      | 130.                   |
| 45                     | Mikel Landa (ESP)       | 5.                     |
| 46                     | Wout Poels (NED)        | 15.                    |
| 47                     | Jasha Sütterlin (GER)   | 71.                    |
| 48                     | Antonio Tiberi (ITA)    | 18.                    |

| Lidl-Trek LTK | Lidl-Trek LTK                | Lidl-Trek LTK |
| ------------- | ---------------------------- | ------------- |
| Num           | Ciclista                     | Pos           |
| 51            | Juan Pedro López (ESP)       | 17.           |
| 52            | Julien Bernard (FRA)         | 68.           |
| 53            | Kenny Elissonde (FRA)        | 50.           |
| 54            | Amanuel Gebrezgabihier (ERI) | 82.           |
| 55            | Bauke Mollema (NED)          | 79.           |
| 56            | Jacopo Mosca (ITA)           | 92.           |
| 57            | Edward Theuns (BEL)          | 128.          |
| 58            | Otto Vergaerde (BEL)         | 113.          |

| Groupama-FDJ GFC | Groupama-FDJ GFC      | Groupama-FDJ GFC |
| ---------------- | --------------------- | ---------------- |
| Num              | Ciclista              | Pos              |
| 61               | Rudy Molard (FRA)     | 29.              |
| 62               | Lenny Martinez (FRA)  | 24.              |
| 63               | Lewis Askey (GBR)     | 105.             |
| 64               | Clément Davy (FRA)    | 135.             |
| 65               | Lorenzo Germani (ITA) | 85.              |
| 66               | Romain Grégoire (FRA) | 42.              |
| 67               | Michael Storer (AUS)  | 45.              |
| 68               | Samuel Watson (GBR)   | 123.             |

| Bora-Hansgrohe BOH | Bora-Hansgrohe BOH               | Bora-Hansgrohe BOH |
| ------------------ | -------------------------------- | ------------------ |
| Num                | Ciclista                         | Pos                |
| 71                 | Aleksandr Vlasov                 | 7.                 |
| 72                 | Nico Denz (GER)                  | 97.                |
| 73                 | Emanuel Buchmann (GER) (estrada) | 20.                |
| 74                 | Sergio Higuita (COL)             | 43.                |
| 75                 | Lennard Kämna (GER)              | 30.                |
| 76                 | Jonas Koch (GER)                 | 93.                |
| 77                 | Cian Uijtdebroeks (BEL)          | 8.                 |
| 78                 | Ben Zwiehoff (GER)               | 35.                |

| Alpecin-Deceuninck ADC | Alpecin-Deceuninck ADC    | Alpecin-Deceuninck ADC |
| ---------------------- | ------------------------- | ---------------------- |
| Num                    | Ciclista                  | Pos                    |
| 81                     | Kaden Groves (AUS)        | 122.                   |
| 82                     | Maurice Ballerstedt (GER) | 143.                   |
| 83                     | Tobias Bayer (AUT)        | 141.                   |
| 84                     | Samuel Gaze (NZL)         | DNF-8                  |
| 85                     | Robbe Ghys (BEL)          | NP-13                  |
| 86                     | Jimmy Janssens (BEL)      | 112.                   |
| 87                     | Jason Osborne (GER)       | 131.                   |
| 88                     | Edward Planckaert (BEL)   | 136.                   |

| Lotto Dstny LTD | Lotto Dstny LTD           | Lotto Dstny LTD |
| --------------- | ------------------------- | --------------- |
| Num             | Ciclista                  | Pos             |
| 91              | Thomas De Gendt (BEL)     | 99.             |
| 92              | Jarrad Drizners (AUS)     | 145.            |
| 93              | Sébastien Grignard (BEL)  | 118.            |
| 94              | Andreas Kron (DEN)        | 67.             |
| 95              | Milan Menten (BEL)        | 142.            |
| 96              | Sylvain Moniquet (BEL)    | 94.             |
| 97              | Eduardo Sepúlveda (ARG)   | 102.            |
| 98              | Lennert Van Eetvelt (BEL) | 32.             |

| EF Education-EasyPost EFE | EF Education-EasyPost EFE    | EF Education-EasyPost EFE |
| ------------------------- | ---------------------------- | ------------------------- |
| Num                       | Ciclista                     | Pos                       |
| 101                       | Hugh Carthy (GBR)            | 23.                       |
| 102                       | Stefan Bissegger (SUI) (CRI) | 117.                      |
| 103                       | Jonathan Caicedo (ECU) (CRI) | 47.                       |
| 104                       | Diego Camargo (COL)          | 84.                       |
| 105                       | Andrea Piccolo (ITA)         | 69.                       |
| 106                       | Sean Quinn (USA)             | 80.                       |
| 107                       | Marijn van den Berg (NED)    | 126.                      |
| 108                       | Julius van den Berg (NED)    | 120.                      |

| AG2R Citroën Team ACT | AG2R Citroën Team ACT   | AG2R Citroën Team ACT |
| --------------------- | ----------------------- | --------------------- |
| Num                   | Ciclista                | Pos                   |
| 111                   | Mikaël Cherel (FRA)     | 56.                   |
| 112                   | Geoffrey Bouchard (FRA) | DNF-17                |
| 113                   | Dorian Godon (FRA)      | 51.                   |
| 114                   | Paul Lapeira (FRA)      | 109.                  |
| 115                   | Damien Touzé (FRA)      | NP-19                 |
| 116                   | Andrea Vendrame (ITA)   | 95.                   |
| 117                   | Larry Warbasse (USA)    | 44.                   |
| 118                   | Nicolas Prodhomme (FRA) | 27.                   |

| Team Jayco AlUla JAY | Team Jayco AlUla JAY   | Team Jayco AlUla JAY |
| -------------------- | ---------------------- | -------------------- |
| Num                  | Ciclista               | Pos                  |
| 121                  | Edward Dunbar (IRL)    | DNF-5                |
| 122                  | Felix Engelhardt (GER) | 70.                  |
| 123                  | Welay Berehe (ETH)     | NP-16                |
| 124                  | Michael Hepburn (AUS)  | DNF-6                |
| 125                  | Jan Maas (NED)         | 137.                 |
| 126                  | Callum Scotson (AUS)   | DNF-13               |
| 127                  | Matteo Sobrero (ITA)   | 86.                  |
| 128                  | Filippo Zana (ITA)     | DNF-5                |

| Intermarché-Circus-Wanty ICW | Intermarché-Circus-Wanty ICW | Intermarché-Circus-Wanty ICW |
| ---------------------------- | ---------------------------- | ---------------------------- |
| Num                          | Ciclista                     | Pos                          |
| 131                          | Rui Costa (POR)              | 41.                          |
| 132                          | Kobe Goossens (BEL)          | NP-5                         |
| 133                          | Rune Herregodts (BEL)        | DNF-16                       |
| 134                          | Julius Johansen (DEN)        | 98.                          |
| 135                          | Hugo Page (FRA)              | 127.                         |
| 136                          | Rein Taaramäe (EST)          | DNF-14                       |
| 137                          | Simone Petilli (ITA)         | 58.                          |
| 138                          | Boy van Poppel (NED)         | 124.                         |

| Movistar Team MOV | Movistar Team MOV            | Movistar Team MOV |
| ----------------- | ---------------------------- | ----------------- |
| Num               | Ciclista                     | Pos               |
| 141               | Enric Mas (ESP)              | 6.                |
| 142               | Jorge Arcas (ESP)            | 87.               |
| 143               | Ruben Guerreiro (POR)        | NP-5              |
| 144               | Imanol Erviti (ESP)          | 78.               |
| 145               | Iván García Cortina (ESP)    | 72.               |
| 146               | Oier Lazkano (ESP) (estrada) | 81.               |
| 147               | Nelson Oliveira (POR)        | 53.               |
| 148               | Einer Rubio (COL)            | 16.               |

| Cofidis COF | Cofidis COF           | Cofidis COF |
| ----------- | --------------------- | ----------- |
| Num         | Ciclista              | Pos         |
| 151         | Jesús Herrada (ESP)   | 83.         |
| 152         | Davide Cimolai (ITA)  | 146.        |
| 153         | François Bidard (FRA) | 125.        |
| 154         | André Carvalho (POR)  | 134.        |
| 155         | Bryan Coquard (FRA)   | NP-5        |
| 156         | Rubén Fernández (ESP) | 54.         |
| 157         | José Herrada (ESP)    | 132.        |
| 158         | Rémy Rochas (FRA)     | 28.         |

| Team DSM-Firmenich DSM | Team DSM-Firmenich DSM | Team DSM-Firmenich DSM |
| ---------------------- | ---------------------- | ---------------------- |
| Num                    | Ciclista               | Pos                    |
| 161                    | Romain Bardet (FRA)    | 21.                    |
| 162                    | Romain Combaud (FRA)   | 119.                   |
| 163                    | Alberto Dainese (ITA)  | 144.                   |
| 164                    | Sean Flynn (GBR)       | 116.                   |
| 165                    | Chris Hamilton (AUS)   | 63.                    |
| 166                    | Lorenzo Milesi (ITA)   | DNF-6                  |
| 167                    | Oscar Onley (GBR)      | DNF-2                  |
| 168                    | Max Poole (GBR)        | 49.                    |

| Arkéa-Samsic ARK | Arkéa-Samsic ARK         | Arkéa-Samsic ARK |
| ---------------- | ------------------------ | ---------------- |
| Num              | Ciclista                 | Pos              |
| 171              | Kévin Vauquelin (FRA)    | DNF-15           |
| 172              | Élie Gesbert (FRA)       | 73.              |
| 173              | Hugo Hofstetter (FRA)    | 111.             |
| 174              | Mathis Le Berre (FRA)    | 90.              |
| 175              | Kévin Ledanois (FRA)     | 103.             |
| 176              | Łukasz Owsian (POL)      | 75.              |
| 177              | Michel Ries (LUX)        | 66.              |
| 178              | Cristián Rodríguez (ESP) | 13.              |

| TotalEnergies TEN | TotalEnergies TEN      | TotalEnergies TEN |
| ----------------- | ---------------------- | ----------------- |
| Num               | Ciclista               | Pos               |
| 181               | Steff Cras (BEL)       | 11.               |
| 182               | Thomas Bonnet (FRA)    | DNF-16            |
| 183               | Fabien Doubey (FRA)    | 36.               |
| 184               | Alan Jousseaume (FRA)  | NP-13             |
| 185               | Pierre Latour (FRA)    | DNF-8             |
| 186               | Paul Ourselin (FRA)    | 26.               |
| 187               | Geoffrey Soupe (FRA)   | 101.              |
| 188               | Dries Van Gestel (BEL) | 107.              |

| Astana Qazaqstan Team AST | Astana Qazaqstan Team AST | Astana Qazaqstan Team AST |
| ------------------------- | ------------------------- | ------------------------- |
| Num                       | Ciclista                  | Pos                       |
| 191                       | Samuele Battistella (ITA) | 121.                      |
| 192                       | David de la Cruz (ESP)    | NP-16                     |
| 193                       | Luis León Sánchez (ESP)   | 61.                       |
| 194                       | Javier Romo (ESP)         | NP-10                     |
| 195                       | Joe Dombrowski (USA)      | 57.                       |
| 196                       | Vadim Pronskiy (KAZ)      | 91.                       |
| 197                       | Fabio Felline (ITA)       | 76.                       |
| 198                       | Andrey Zeits (KAZ)        | 46.                       |

| Burgos-BH BBH | Burgos-BH BBH                  | Burgos-BH BBH |
| ------------- | ------------------------------ | ------------- |
| Num           | Ciclista                       | Pos           |
| 201           | José Manuel Díaz Gallego (ESP) | 64.           |
| 202           | Cyril Barthe (FRA)             | 108.          |
| 203           | Jetse Bol (NED)                | 110.          |
| 204           | Jesús Ezquerra (ESP)           | 89.           |
| 205           | Eric Fagúndez (URU) (CRI)      | 129.          |
| 206           | Daniel Navarro (ESP)           | 39.           |
| 207           | Ander Okamika (ESP)            | 62.           |
| 208           | Pelayo Sánchez (ESP)           | 37.           |

| Caja Rural-Seguros RGA CJR | Caja Rural-Seguros RGA CJR         | Caja Rural-Seguros RGA CJR |
| -------------------------- | ---------------------------------- | -------------------------- |
| Num                        | Ciclista                           | Pos                        |
| 211                        | Orluis Aular (VEN) (estrada e CRI) | NP-13                      |
| 212                        | Abel Balderstone (ESP)             | 77.                        |
| 213                        | Fernando Barceló (ESP)             | 48.                        |
| 214                        | Jon Barrenetxea (ESP)              | 74.                        |
| 215                        | Jefferson Cepeda (ECU)             | NP-10                      |
| 216                        | David González López (ESP)         | 106.                       |
| 217                        | Joel Nicolau (ESP)                 | 100.                       |
| 218                        | Michal Schlegel (CZE)              | 114.                       |

Convenções:
- AB-N: Abandono na etapa "N"
- FLT-N: Retiro por chegada fora do limite de tempo na etapa "N"
- NTS-N: Não tomou a saída para a etapa "N"
- DES-N: Desclassificado ou expulsado na etapa "N"